# کورنیتسا
کورنیتسا (به بلغاری: Kornitsa) یک منطقهٔ مسکونی در بلغارستان است که در شهرستان گوتسه دلچو واقع شده‌است.
 کورنیتسا ۶۳٫۵۸۴ کیلومتر مربع مساحت و ۱٬۵۹۲ نفر جمعیت دارد و ۶۶۰ متر بالاتر از سطح دریا واقع شده‌است.